# NGC 2576
NGC 2576 è una lontana e molto vasta galassia a spirale situata nella costellazione del Cancro, a una distanza di circa 412 milioni di anni luce dalla nostra Via Lattea.

## Scoperta
La galassia è stata scoperta il 29 marzo 1865 dall'astronomo tedesco Albert Marth.

## Descrizione
NGC 2576 ha una classe di luminosità II e presenta una larga riga a 21 cm dell'idrogeno neutro.
Il database SIMBAD la classifica come galassia LINER, cioè una galassia il cui nucleo presenta uno spettro di emissione caratterizzato da larghe righe di atomi debolmente ionizzati.